# Grančari
Grančari jsou sídlo vesnického charakteru v Chorvatsku, které je součástí města Záhřeb, konkrétně jeho čtvrti Brezovica. Nachází se asi 15 km jihozápadně od centra Záhřebu. Jsou jedním z odlehlých předměstí Záhřebu, ale zároveň i samostatnou vesnicí. V roce 2011 zde žilo celkem 221 obyvatel, což je nárůst oproti roku 2001, kdy zde žilo 194 obyvatel v 48 domech.
Vesnicí prochází župní silnice Ž1037. Její zastavěné území přímo navazuje na sousední vesnici Hudi Bitek.

## Sousední sídla
| Růžice kompasu |                     | Hudi Bitek |        | Růžice kompasu |
| Růžice kompasu | Demerje             | Sever      | Strmec | Růžice kompasu |
| Růžice kompasu | Demerje             | Grančari   | Strmec | Růžice kompasu |
| Růžice kompasu | Demerje             | Jih        | Strmec | Růžice kompasu |
| Růžice kompasu | Kupinečki Kraljevec |            |        | Růžice kompasu |